# Lasse Pöysti
Lasse Pöysti (Sortavala, 24 de enero de 1927 - Helsinki, 5 de abril de 2019) fue un actor y director de nacionalidad finlandesa.

## Biografía

### Inicios
Su nombre completo era Lasse Erik Pöysti, y nació en Sortavala, Rusia, siendo sus padres Eino Tauno Pöysti y Signe Maria Köhler. Su abuelo paterno, Erik Pöysti, fue miembro del parlamento. Lasse Pöysti tenía dos hermanas, y pasó su infancia en la región de Laatokan Karjala. La familia era aficionada a la música, y su padre quería que Lasse se integrara en el coro Ylioppilaskunnan Laulajat. Lasse Pöysti escribía poemas y actuaba en su infancia. La lengua materna de su madre era el sueco, por lo que éste fue su segundo idioma, aprendiendo más adelante también el alemán.
Durante la Guerra de Invierno, la familia Pöystin permaneció en Sortavala, habiendo de compartir vivienda con refugiados sin hogar a causa de los bombardeos.

### Carrera

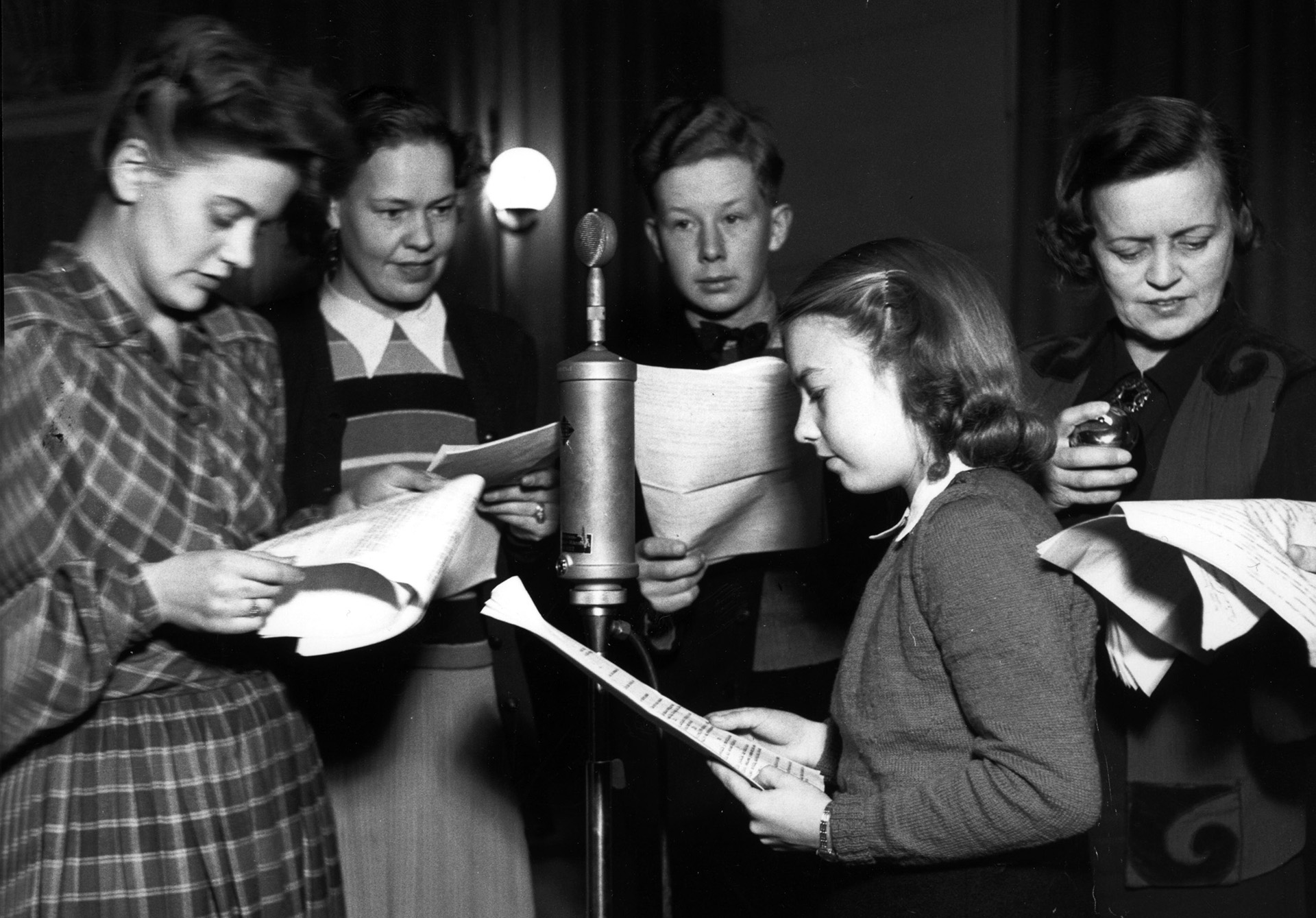
La familia Suominen en la radio en 1946

#### Familia Suominen
En junio de 1940 la industria cinematográfica de su país buscaba una Shirley Temple y un Mickey Rooney finlandeses. Se buscaban actores para interpretar a Pipsa y Olli en un filme sobre la familia Suominen. Lasse Pöysti envió varias fotografías a la productora cinematográfica. Al no recibir contestación, Lasse se presentó ante Toivo Särkkä. En el mismo día fue invitado a unas pruebas en Haaga, y en agosto de empezó a rodar Suomisen perhe. Pipsa fue interpretada por la actriz Maire Suvanto. La película se estrenó en marzo de 1941, y Pöysti fue reconocido por el público por su papel de Olli Suominen, haciéndose difuso el límite entre el personaje y el actor. Durante los años de la Segunda Guerra Mundial se rodaron cinco películas de la familia Suominen.
Lasse Pöysti formó también parte del grupo infantil radiofónico de Markus Rautio, y viajó en giras por Finlandia junto a Maire Suvanto y Jonne Kykkänen. La carrera de Pöysti en el teatro profesional se inició en 1942 cuando contactó con él el Teatro Sueco. Debutó con la obra de Paul Osborne Nog lever farfar. Arropado por los profesionales del Teatro Sueco, Pöysti aprendió actuación gracias  a Gerda Wrede y Eine Laine. Varios actores del Teatro Sueco impresionaron a Lasse Pöysti. Sobre todo Axel Slangus, Erik Lindström y Inga Tidblad. En 1943 Pöysti siguió actuando en dicho teatro, interpretando las piezas Ensimmäinen legioona y El mercader de Venecia.

#### Teatro
En julio de 1945 se matriculó y empezó a estudiar en el otoño siguiente en la Universidad de Helsinki. Debutó en el Teatro nacional de Finlandia en 1945 con la pieza de Aune Peippo Kaikki tulee ilmi. En la universidad hizo amistad con Staffan Aspeliniin, que le presentó a intelectuales finlandeses y suecos. Pöysti conoció entonces a Birgitta Ulfsson, que tenía una relación con Bo Carpelan. También conoció a Mauno Manninen, hijo de Anni Swan y Otto Manninen. Gracias a Manninen, Pöystiä pudo conocer a personajes de la cultura finlandesa como Eero Järnefelt y Jean Sibelius.

#### Jeune, beau et doué

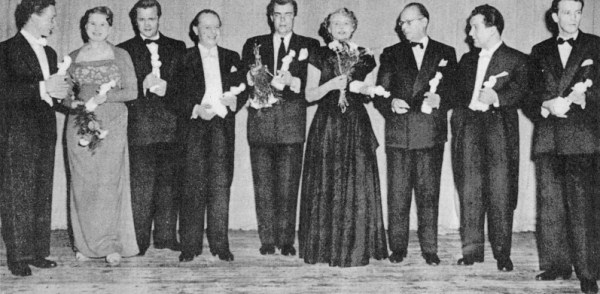
Ganadores de los Premio Jussi de 1951. Primero por la izq. Lasse Pöysti

Manninen introdujo a Pöystin en los círculos francófonos de Helsinki, conociendo a la Compagnie d'Amateurs du Théâtre Français y a La scène Française. Pöysti participó en actividades de dichos centros, y empezó a aprender gradualmente el francés. A la vez continuaba con su trabajo en el Teatro Nacional actuando, junto a otros actores, con Eeva-Kaarina Volanen en la obra de August Strindberg Pääsiäisessä en 1947. A menudo sus papeles eran cortos, y Pöystin podía trabajar con un cuarteto de grandes autoridades de la escena, Aku Korhonen, Uuno Laakso, Yrjö Tuominen y Ruth Snellman.
En febrero de 1950 Pöysti fue libre de viajar a Francia. En París, siempre ”joven, guapo y con talento (jeune, beau et doué)”, gracias a Arvi Kivimaa, director del Teatro Nacional, pudo participar en diferentes obras. Pöysti conoció a figuras clave del teatro francés, y empezó a madurar la posibilidad de dejar el Teatro Nacional y pasar al Intimiteatteri, recién fundado por Mauno Mannisen. En 1952 pasó a dicho teatro junto a otros dos actores del Teatro Nacional. En el nuevo teatro actuó en piezas como Porvari aatelismiehenä y Kuopion takana, dirigiendo igualmente piezas como Etienne, que tradujo al finlandés.

#### Vivica & Lasse & Bisse

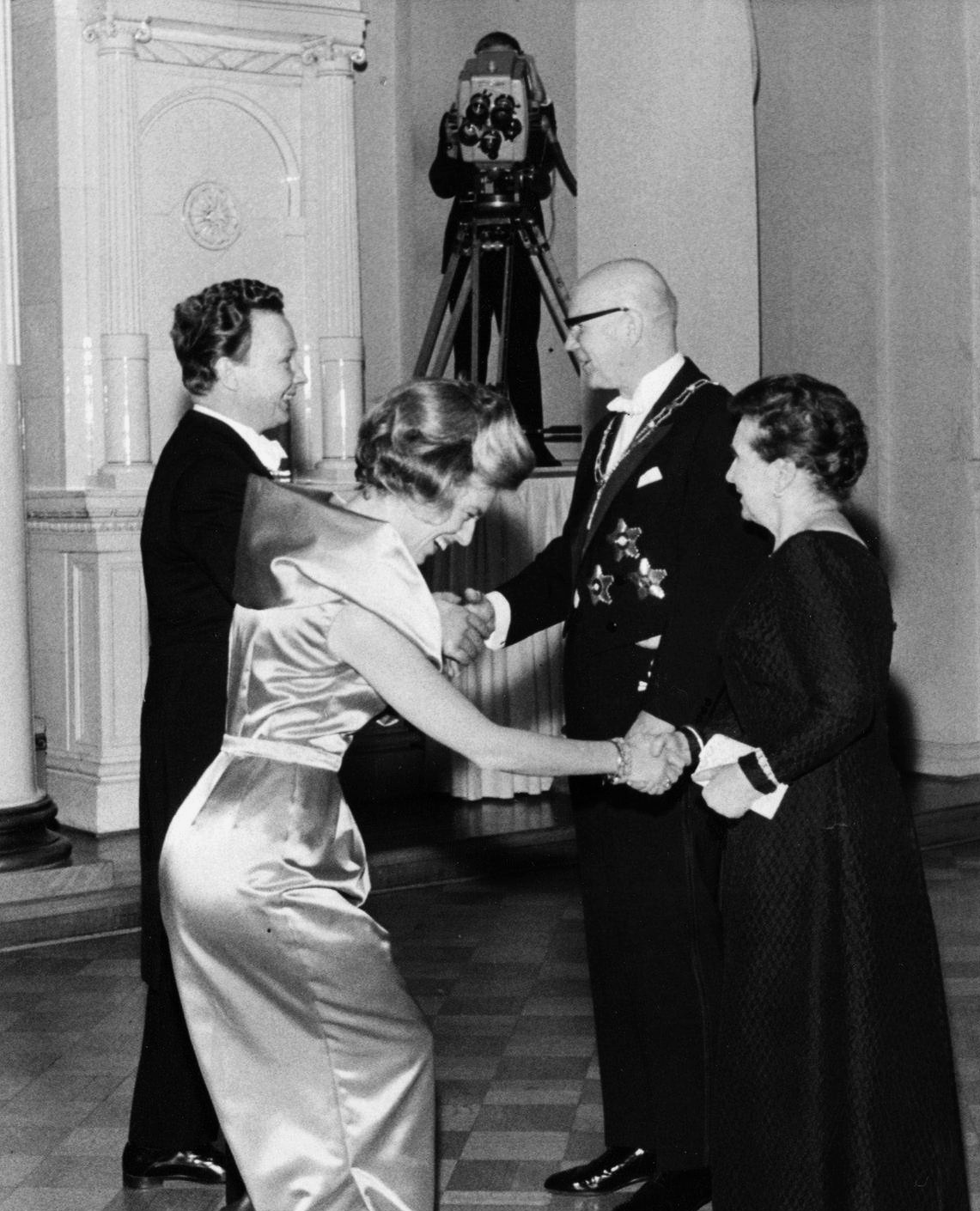
Lasse Pöysti (izq.) y Birgitta Ulfsson en 1963 con el presidente Urho Kekkonen y su esposa

Pöysti renunció al Intimiteatteri en la primavera de 1955. Vivica Bandler lo llevó al Lilla Teaterniin, teatro en el cual también se integró Birgitta Ulfsson. Fue un período de dieciocho años que Pöysti compartió con su esposa. Representó con gran éxito Uppåt väggarna, creciendo su reputación como comediante. La fama del teatro creció por Escandinavia. 
En Noruega y Suecia Pöysti se hizo muy conocido como Mumin. En 1956 Pöysti hizo una gira de "15 aniversario" viajando en el antiguo automóvil del Rey de Suecia, siendo acompañado por Tommi Rinne. Sin embargo, la gira fue un fracaso económico.
En la primavera de 1962 el Lilla Teatern se mudó de dirección, y Pöysti siguió actuando en el mismo junto a su esposa. Tuvo mucho éxito la pieza Guldbröllop en Suecia, Finlandia y Noruega. En el año 1967 Bandler vendió el Lilla Teaternin a Pöysti y Ulfsson, que se convirtieron en directores teatrales. Durante su mandato, Pöysti produjo Viiden pennin ooppera y Tšekkoslovakia, entre otras obras. Finalmente, en el año 1974 la pareja vendió el Lilla Teaternin a Asko Sarkola. Su obra de despedida fue la pieza de Claes Andersson Familjen, que tuvo 35 representaciones, y que fue puesta en escena por Ralf Forsström.
Lasse Pöysti recibió la primera cátedra de artes escénicas, concedida por el Taiteen keskustoimikunta, y que mantuvo entre 1971 y 1974.

#### Tampereen Työväen Teatteri

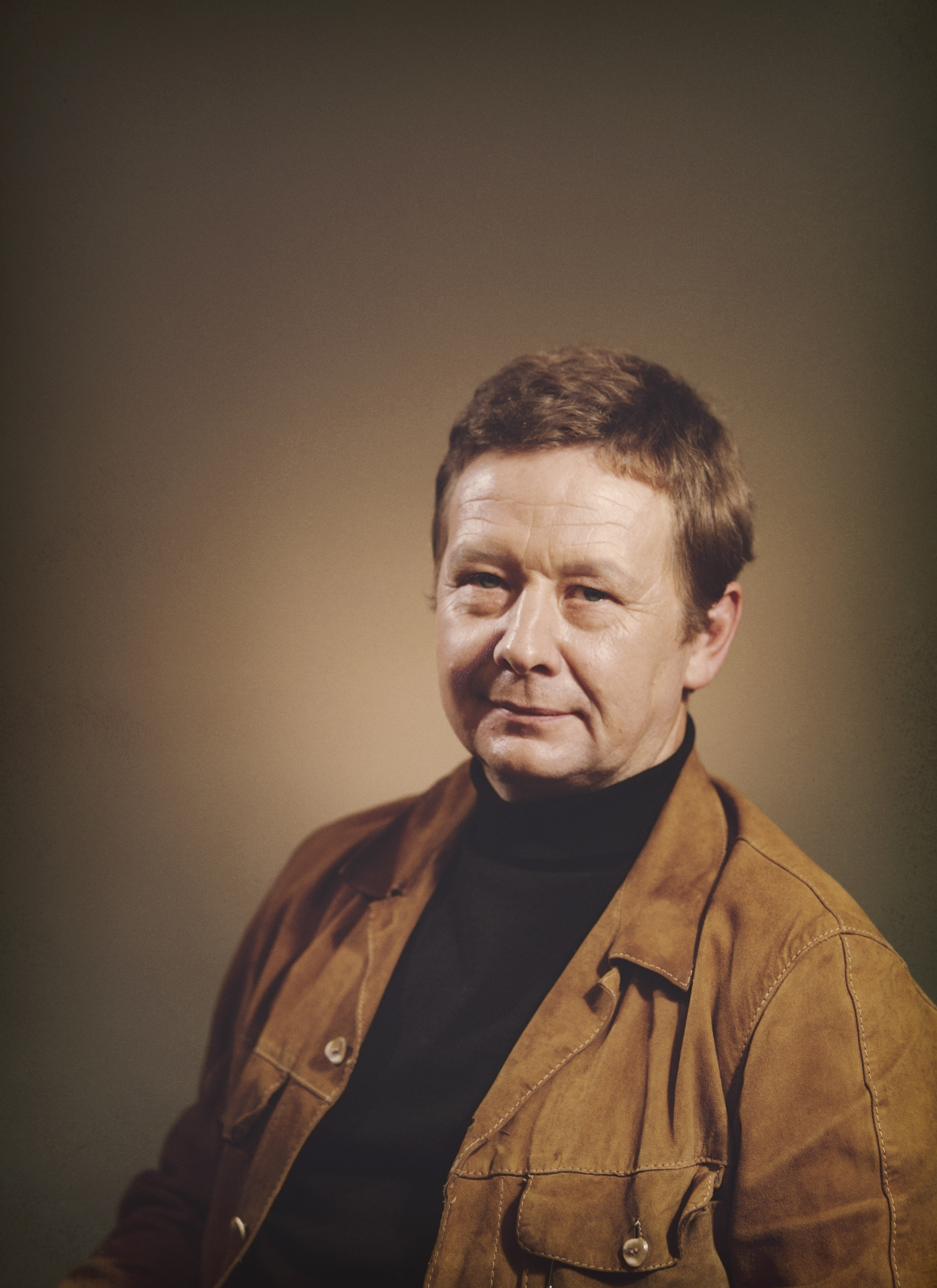
Pöysti en 1971

El Tampereen Työväen Teatteri contactó en noviembre de 1972 con Pöysti, proponiéndole Unto Kanerva que trabajara como director. Pöysti empezó a trabajar en Tampere en agosto de 1974. Entre las obras que llevó a escena figuran la de Arnold Wesker Hääjuhlissa y la de Strindberg Mestari Olavissa. También dirigió Täällä Pohjantähden alla. En esa época Birgitta Ulfsson volvió al Lilla Teateri en Helsinki, entrando en una nueva fase el matrimonio de Pöysti. En 1979 Pöysti tradujo y dirigió la pieza de Roger Peyrefitte Lumiprinssi, en honor del bicentenario de Tampere.
A principios de 1981 Pöysti se dirigió a Turku, con la intención de viajar a Estocolmo para trabajar en el Teatro Dramaten. Su esposa también se mudó a la capital sueca. Sus años en el Dramaten fueron profesionalmente difíciles, tanto por problemas con los actores como con la prensa, decidiendo su retorno a Finlandia en 1985.

#### Carrera posterior
A su regreso de Estocolmo, Pöysti abandonó la dirección y se centró en la actuación. En enero de 1987 actuó en la obra dirigida por Ralf Långbacka Galilein elämä, estrenada en el Teatro de la Ciudad de Helsinki. En el Teatro Sueco actuó, bajo la dirección de su hijo, Miki Pöystin, en Leipurin vaimossa. En 1991 Lasse Pöysti pudo cumplir su sueño de vivir en París. Publicó entre 1990 y 1995 unas memorias compuestas de cuatro volúmenes.
En el año 2002 Pöysti empezó a actuar en Kvartetti, durando la obra hasta 2011. Ese mismo seleccionó para el Premio Finlandia a la novela de Kari Hotakainen Juoksuhaudantie.
Pöysti actuó por última vez en el teatro en el año 2012. Participó en "Metsä", obra representada en el Teatro de la Ciudad de Helsinki.

#### Cine
Tras su papel de Olli Suomisen, Pöysti hizo su primer trabajo para el cine en 1948. La situación financiera de su actividad teatral aconsejaba trabajar en el cine, aunque el actor no apreciaba sus películas. En 1949 hizo papeles de reparto en la cinta de Arvid Molander Katupeilin takana y en la de Usko Aamusena Ruma Elsa, ambas películas protagonizadas por Eeva-Kaarina Volanen. En los años 1950 participó en farsas militares como Kaikkien naisten monni (1952) y Miljonäärimonni (1953). También dirigió y protagonizó las producciones románticas ...ja Helena soittaa (1951) y Näkemiin Helena (1955). En 1954 actuó bajo la dirección de Roland af Hällström en Putkinotko, con el papel de Malaquías. En 1957 protagonizó la comedia Syntipukki, y al siguiente año dirigió y escribió Asessorin naishuoliin. Volvió con la familia Suomisen en 1959 con Taas tapaamme Suomisen perheen, actuando junto a Elina Salo. En 1979 encarnó a Puntilan en el film de Ralf Långbackan Herr Puntila och hans dräng Matti. Matti Kassila dirigió en 1988 Ihmiselon ihanuus ja kurjuus, película en la cual Pöysti hizo el papel principal de Martti Hongistona. Su última gran actuación para el cine llegó en la producción de Miika Soinin Thomas (2008).

#### Televisión
El 24 de mayo de 1955 Lasse Pöysti dirigió y presentó la primera emisión televisiva de Finlandia, en la cual también aparecía Birgitta Ulfsson. Posteriormente protagonizó varias producciones de teatro televisado, entre ellas Aura ja tähdet, Erik XIV y, sobre todo, Kustaa III, bajo la dirección de Mirjam Himberg. También rodó producciones como Pyhä perhe (1976), Maailman paras (1986), Pala valkoista marmoria (1998, de Matti Ijäs) y la miniserie Maan mitta (2007).

### Vida privada
Pöysti se casó en 1952 con Birgitta Ulfsson. Se mudaron a Vantaa, en una zona rural. Su primogénito, Tom Pöysti, nació en 1954, y Erik Pöysti nació el verano de 1955. A Pöystin le gustaba navegar, y la familia solía pasar los veranos en una isla en el Golfo de Finlandia. Sin embargo, el matrimonio acabó finalmente en divorcio en el año 1984.
Pöysti vivió sus últimos años en Lauttasaaressa. Falleció en Helsinki en el año 2019.

## Filmografía (selección)

### Actor
- 1942: Suomises-Olli på farliga vägar
- 1951: Radion gör inbrott
- 1964: Bröllopsbesvär
- 1966: Syskonbädd 1782
- 1969-1970: Mumintrollet (TV)
- 1978: Picassos äventyr
- 1979: Herr Puntila och hans dräng Matti
- 1979: Linus eller Tegelhusets hemlighet
- 1980: Barna från Blåsjöfjället
- 1980: Det blir jul på Möllegården (TV)
- 1982: Ingenjör Andrées luftfärd
- 1984: Dirty Story
- 1986: Flucht in den Norden
- 1986: På liv och död
- 1989: Dårfinkar & dönickar
- 1989: Tjurens år
- 1993: Macklean (TV)
- 1993: Rosenbaum (TV)
- 1995: Petri tårar
- 1995: Vita lögner
- 1999: Lapin kullan kimallus

### Director
- 1951: ... och Helena spelar
- 1952: Smugglarserenaden

### Guionista
- 1951: ... och Helena spelar

## Teatro, como director (selección)
- 1979: Lumiprinssi, de Roger Peyrefitte, Tampereen Työväen Teatteri de Tampere[7]
- 1985: Kattlek, de István Örkény, Dramaten

## Libros
Autobiográficos:
- Lassen oppivuodet. Otava 1990. ISBN 951-1-11235-X
- Jalat maahan. Otava 1991. ISBN 951-1-11611-8
- Lainatakki. Otava 1992. ISBN 951-1-12265-7
- Pallo maton alla. Otava 1995. ISBN 951-1-12764-0
- Sortavalasta Pariisiin. Otava 2000. (colección con las cuatro obras anteriores) ISBN 951-1-16996-3

Otros libros escritos por Pöysti:
- Iltasatuja. Otava 1997. ISBN 951-1-14468-5
- Fermaatissa tavataan: Puheenvuoroja musiikista. Otava 2003. ISBN 951-1-17997-7

## Premios y reconocimientos
- Premios Jussi:
  - 1946: Premio especial a un joven actor
  - 1951: Premio al mejor actor por los filmes Rakkaus on nopeampi Piiroisen pässiäkin y Tukkijoella
  - 1977: Premio al mejor actor por el film Pyhä perhe
  - 1980: Premio al mejor actor por el film Herra Puntila ja hänen renkinsä Matti
  - 1987: Premio al mejor actor por el telefilmeMaailman paras
  - 2010: Premio Betoni-Jussi a su trayectoria
- 1969: Medalla Pro Finlandia
- 1979: Premio Estatal de Cine
- 1987: Premio Cultural MTV
- 1988: Premio Cultural de Vantaa
- 1991: Premio de reconocimiento de la Fundación Cultural Finlandesa
- 1994: Título de Profesor
- 2002: Premio Finlandia
- 2005: Orden del mérito de la Legión de Honor francesa
- 2007: Medalla Ida Aalberg a su trayectoria
- 2008: Premio Ciudadano de la Fundación Waldemar von Frenckell
- 2008: Premio al mejor actor por Thomas en el Festival Internacional de Cine Bursa, Turquía
- 2009: Medalla Sibelius